# 迎春桥站
迎春桥站是成都地铁3号线的一座车站，位于成都市双流区。迎春桥站为地下岛式站台车站，2018年12月26日开通。

## 车站结构

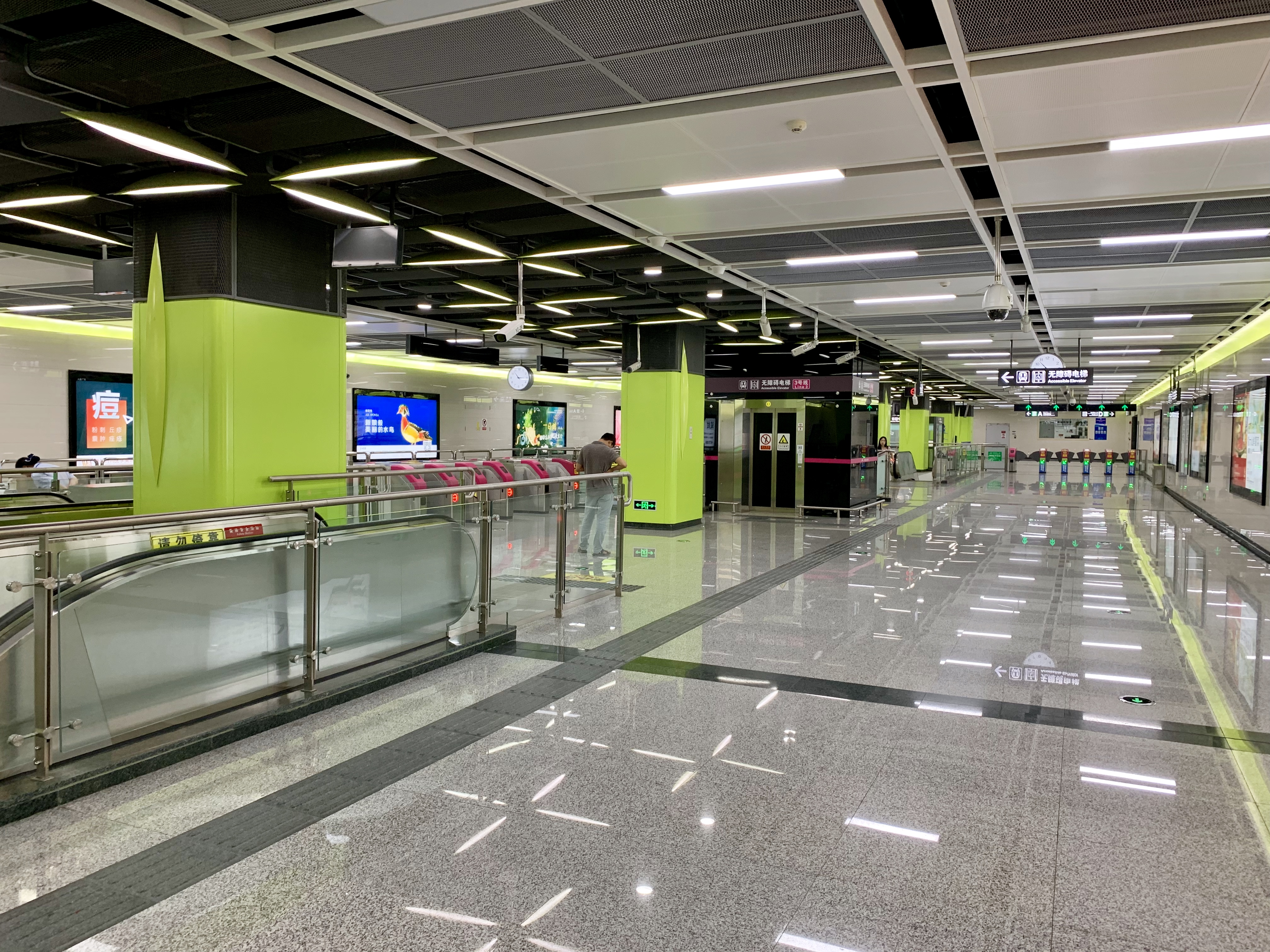
站厅层
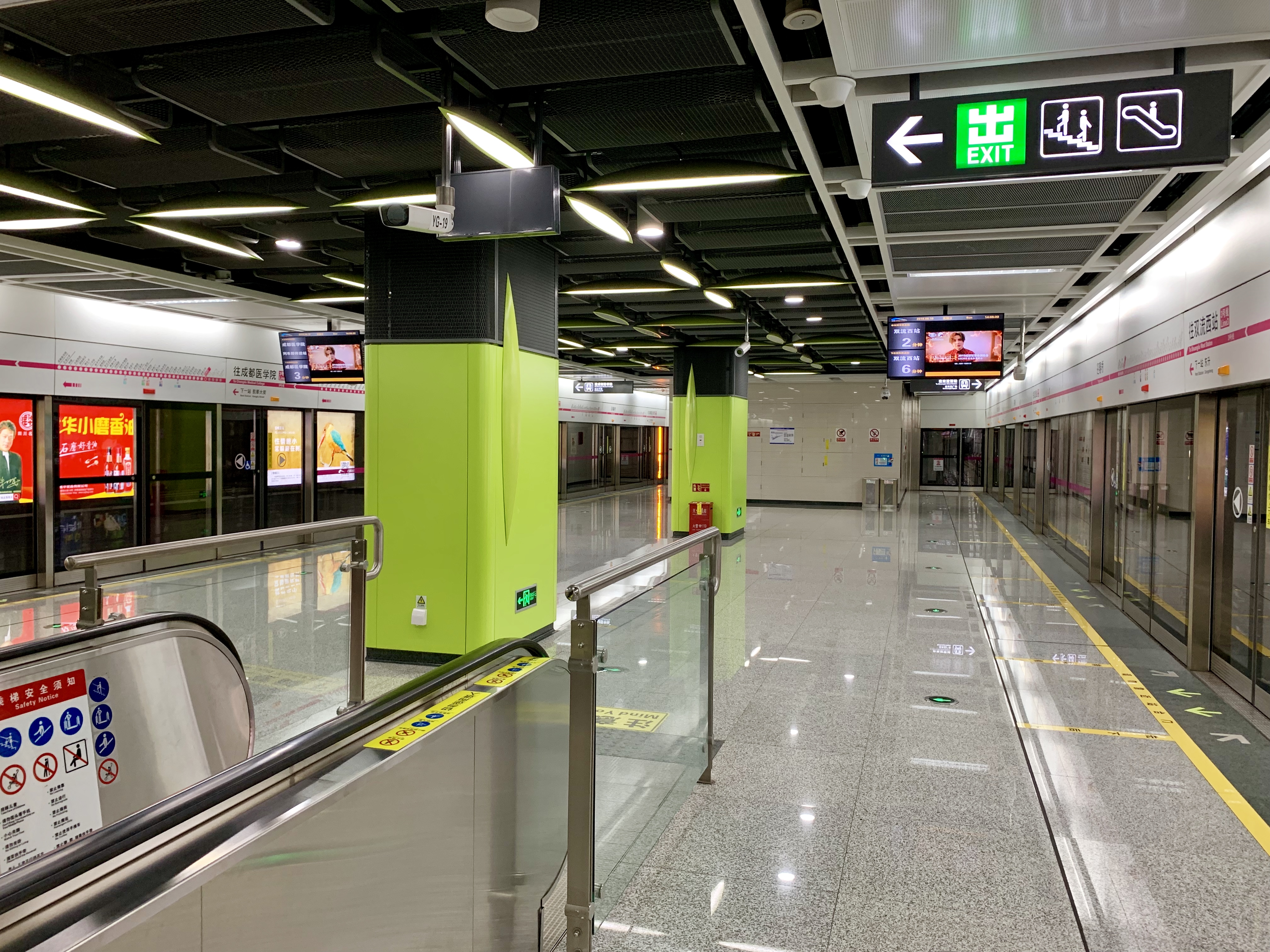
站台层

迎春桥站是一个地下岛式站台车站。
| 地面      |                                  | 出入口                                 |  |
| 地下 一层 | 站厅层                           | 安检、售票机、站内商店                 |  |
| 地下 二层 |                                  | 3号线列车往成都医学院方向 （航都大街） |  |
| 地下 二层 | 岛式站台，左边车门将会开启       |                                        |  |
| 地下 二层 | 3号线列车往双流西站方向 （东升） |                                        |  |

- 站厅层
- 站台层

## 内装与公共艺术
本站是3号线二三期11个标准站之一。包括该站在内的3号线二期双流区站点以茶包、茶叶为主要设计元素，在立柱和天花板照明设施上融入茶叶形态，并以绿色作为车站主色调。体现了成都作为茶马古道起点悠久的农耕文化和茶文化。

## 出入口信息
本站目前开放6个出入口。
| 出口编号     | 设施         | 地点         | 可到达目的地                                             |
| ------------ | ------------ | ------------ | -------------------------------------------------------- |
|              |              |              |                                                          |
|              |              | 藏卫路北一段 | 迎春佳苑鑫东祥瑞、紫东花园                               |
| 出口 · B · 1 | 无障碍卫生间 | 三强北路三段 | 迎春佳苑鑫东祥瑞、双江佳苑、公交迎春桥站、公交锦绣华都站 |
| 出口 · B · 2 | 无障碍卫生间 | 三强北路三段 | 公交迎春桥站                                             |
| 出口 · C · 1 |              | 星空路一段   | 锦镇南园芳第                                             |
| 出口 · C · 2 |              | 星空路一段   | 紫东润院、公交迎春桥站                                   |
| 出口 · D     | 无障碍电梯   | 藏卫路北一段 | 锦镇南园芳第                                             |